# Helmut Gams
Helmut Gams, född den 23 september 1893 i Brünn (nu Brno i Tjeckien), död den 13 februari 1976 i Innsbruck, var en österrikisk botaniker. Han sysslade främst med mossor, lavar och alger.

## Levnad
Gams flyttade 1899 till Zürich med sina föräldrar där han studerade vid Zürichs universitet under bland andra Carl Schröter, Albert Heim och Arnold Heim och han doktorerade 1918 med avhandlingen Prinzipienfragen der Vegetationsforschung ("Vegetationsforskningens principfrågor"), i vilken han bland annat införde begreppet synusium. Därefter skrev han, som medarbetare till Gustav Hegi, ungefär en tredjedel av det tolv band stora verket Illustrierte Flora von Mittel-Europa ("Illustrerad flora över Mellaneuropa"). 1928 flyttade han till Innsbrucks universitet där han blev ordinarie professor 1949. Han företog flera forskningsresor, bland annat till Ryssland och Skandinavien. 1956 valdes han in i Vetenskapsakademien Leopoldina. Efter sin pensionering 1964 fortsatte han sitt värv med utgivningen av Kleine Kryptogamenflora ("Liten kryptogamflora"), av vilken han skrev de fyra delar som inte behandlar svampar.
Auktorsnamnet Gams kan användas för Helmut Gams i samband med ett vetenskapligt namn inom botaniken; se Wikipediaartiklar som länkar till auktorsnamnet.

## Eponym
Josef Murr uppkallade skräppan Rumex gamsii efter Helmut Gams. Ögondjuret Phacus gamsii är också uppkallat efter honom.

## Verk
(För en utförligare lista se Pitschmann)
- 1918: Prinzipienfragen der Vegetationsforschung: ein Beitrag zur Begriffserklärung u. Methodik der Biocoenologie, Avhandling
- 1923: Postglaziale Klimaaederungen und Erdkrustenbewegungen in Mitteleuropa. Med Rolf Nordhagen och Carl Troll. 336 sidor
- 1927: Von den Follatères zur Dent de Morcles. Vegetationsmonographie aus dem Wallis. Bern. 760 sidor
- 1929: Remarques ultérieures sur l’histoire des Pinerais du Valais comparées à celle de l'Europe orientale. I Bull. Murithienne 46: 76-96.
- 1929: Die postarktische Geschichte des Lüner Sees im Rätikon. Jahrbuch der Kaiserlich-Königlichen Geologischen Reichsanstalt 79, sid 531–570
- 1931: Pflanzenwelt Vorarlbergs. 76 sidor
- 1931: Pflanzenwelt und Vorbedingungen der Pflanzenwirtschaft. Med Carl Troll.
- 1931: Die Fortschritte in der Erforschung der Flora und Vegetation von Tirol in den letzten Jahren. Berichte des naturwissenschaftlichen-medizinischen Verein Innsbruck 42, sid. 185–194
- 1931/32: Die klimatische Begrenzung von Pflanzenarealen und die Verteilung der hygrischen Kontinentalität in den Alpen. I Zeitschr. Ges. Erdkunde Berlin 1931: 321–346, 1932: 52-68, 178–198.
- 1934: Zweiter Bericht über die Fortschritte in der Erforschung der Flora und Vegetation von Tirol (Fortsetzung des Berichtes im Jahrgang 42, 1931). Berichte des naturwissenschaftlichen-medizinischen Verein Innsbruck 43_44, sid. 369–377
- 1935: Siebente internationale pflanzengeographische Exkursion. Österreichische Botanische Zeitschrift = Plant Systematics and Evolution 84, sid. 225–227
- 1936: Rindenflechten der Alpen
- 1936: Beiträge zur pflanzengeographischen Karte Österreichs. Del I: Die Vegetation des Großglocknergebietes. I Abh. Zool.-Bot. Ges. Wien 16 (2): 1-79. Wien.
- 1938: Über einige flechtenreichen Trockenrasen Mitteldeutschlands. I Hercynia, Abh. Bot. Ver. Mitteldeutschl. 1 (2). Halle.
- 1938: Dritter Bericht über die Fortschritte in der Erforschung der Flora und Vegetation in Tirol. (Fortsetzung der Berichte im Jahrg. 42, 1931, und 43/44, 1934). Berichte des naturwissenschaftlichen-medizinischen Verein Innsbruck 45_46, sid. 29–33
- 1939: Die Hauptrichtungen der heutigen Biozönotik. I Chronica Botanica 5 (2/3). Leiden.
- 1939: Carl Schröter und seine vegetationskundliche Schule. I Der Biologe 8 (6). München.
- 1940: Kleine Kryptogamenflora von Mitteleuropa Band I: Die Moos- und Farnpflanzen (Archegoniaten). Kleine Kryptogamenflora von Mitteleuropa 1, sid 1–184
- 1943: Der Sanddorn (Hippophae rhamnoides) im Alpengebiet. I Beih. Bot. Centralbl. 62, Abt. B: 68-96.
- 1947: Das Ibmer Moos. Jahrbuch des Oberösterreichischen Musealvereines 92, sid. 289–338
- 1947: Wesen und Stand der Palynologie. Mikroskopie - Zentralblatt für Mikroskopische Forschung und Methodik 2, sid. 65–67
- 1948: Besprechungen. Österreichische Botanische Zeitschrift = Plant Systematics and Evolution 94, sid. 295–299, med Lothar Geitler och K. Höfler
- 1948: Die Fortschritte der alpinen Moorforschung von 1932 bis 1946. Österreichische Botanische Zeitschrift = Plant Systematics and Evolution 94, sid. 235–264
- 1949: Das Ibmer Moos. Ergänzungen und Berichtigungen. Jahrbuch des Oberösterreichischen Musealvereines 94, sid. 259–260
- 1949: Die Gründung der internationalen Union für Naturschutz. Natur und Land 1949_5, sid. 88–90
- 1949: Naturschändung - für wen?. Natur und Land 1949_8, sid. 145–147
- 1950: Die IX. Internationale Pflanzengeographische Exkursion durch Irland im Juli 1949. Phyton, Annales Rei Botanicae, Horn 2_1-3, sid. 8–10
- 1953: Die Biographische Stellung der Pasterzenlandschaft. Carinthia II 142_62, sid. 27–35
- 1953: Die Aufforstung und Bewässerung der südosteuropäischen, vorder- und mittelasiatischen Steppen und Wüsten. Natur und Land 1953_5-6, sid. 57–63
- 1953: Beiträge zur Kenntnis der arktisch-alpinen Saginen. Phyton, Annales Rei Botanicae, Horn 5_1_2, sid. 107–117
- 1954: Neue Beiträge zur Vegetations- und Klimageschichte der nord- und mitteleuropäischen Interglaziale. I Experientia 10 (9): 357-396.
- 1960: Nachträge zur Flora und Vegetation des Olymps. Österreichische Botanische Zeitschrift = Plant Systematics and Evolution 107, sid. 177–193
- 1964: Die Bedeutung der afromontanen und afroalpinen Floren für die Geschichte der mediterran-montanen und alpinen Floren. Phyton, Annales Rei Botanicae, Horn 11_1_2, sid. 1–17
- 1967: Flechten: (Lichenes) (lavar). 244 S. – (Kleine Kryptogamenflora: Band 3)
- 1969: Makroskopische Süßwasser- und Luftalgen. 1969. – 63 sidor (Kleine Kryptogamenflora: Band 1a, Makroskopische Algen)
- 1973: Die Moos- und Farnpflanzen: (Archegoniaten). 248 sidor (Kleine Kryptogamenflora: Band 4)
- 1974: Makroskopische Meeresalgen. 119 sidor (Kleine Kryptogamenflora: Band 1b, Makroskopische Algen)
- 1974: Zur Problematik der Sippen- und Zönosen-Areale. Phyton, Annales Rei Botanicae, Horn 16_1_4, sid. 65–74